# Сергеевское (Черниговская область)
Сергеевское (укр. Сергіївське) — село в Семёновском районе Черниговской области Украины. Население 20 человек. Занимает площадь 0,27 км².
Код КОАТУУ: 7424783003. Почтовый индекс: 15443. Телефонный код: +380 4659.

## Власть
Орган местного самоуправления — Костобобровский сельский совет. Почтовый адрес: 15443, Черниговская обл., Семёновский р-н, с. Костобобров, ул. Заложок, 2.